# Montchevreuil
Montchevreuil község Franciaország Hauts-de-France régiójában, Oise megyében. Új községként 2019. január 1-jén jött létre Fresneaux-Montchevreuil és Bachivillers korábbi községek egyesítésével.

## Népesség
| Lakosok száma | 1283 | 1301 | 1321 | 1324 | 1328 | 1332 |
|               | 2017 | 2018 | 2019 | 2020 | 2021 | 2022 |